# Ocean Dream (Schiff, 1972)
Die Ocean Dream war ein Kreuzfahrtschiff, das 1972 unter dem Namen Spirit of London in Italien gebaut wurde. In seiner mehr als vierzig Jahre andauernden Dienstzeit war das Schiff unter verschiedenen Namen und Eignern wie P&O Cruises oder Princess Cruises in Fahrt. Am 27. Februar 2016 kenterte die seit 2012 ausgemusterte Ocean Dream vor Laem Chabang und sank im flachen Wasser.

## Geschichte

### Planung und Bau
Die Ocean Dream sollte ursprünglich als eines von zwei Schwesterschiffen unter dem Namen Seaward an die Norwegian Cruise Line abgeliefert werden. Die Reederei sprang jedoch bereits 1970 vom Projekt ab, nachdem die Bauwerft Cantieri Navali del Tirreno & Riuniti in finanzielle Schwierigkeiten kam. Das unvollendete Schiff wurde verkauft und als Spirit of London von P&O Cruises übernommen. 

### Dienstzeit
Das Schiff lief am 9. Mai 1972 vom Stapel und wurde im Oktober gleichen Jahres in Dienst gestellt. Bereits 1974 wurde das Schiff nach nur zwei Dienstjahren für P&O als Sun Princess an Princess Cruises weiterverkauft. 1988 kam sie als Starship Majestic zu Premier Cruises und 1994 als Southern Cross an die CTC Lines, die das Bordkasino zugunsten einer neuen Verandah-Lounge, einer Bücherei und einer Bar verkleinerten. 1998 wurde sie als Flamenco an Festival Cruises verkauft. Nach der Insolvenz und Auflösung der Reederei im Jahr 2004 wurde das Schiff für 12,25 Millionen US-Dollar von Cruise Elysia ersteigert und in New Flamenco umbenannt. Am 4. Juli 2006 kollidierte das Kreuzfahrtschiff New Flamenco mit der Lady Moura im Hafen von Ibiza und beschädigte die Luxusyacht schwer. Die Reparaturarbeiten dauerten rund sechs Monate. Club Cruises setzte es anschließend ab 2007 unter dem Namen Flamenco-1 als Wohnschiff in Neukaledonien ein, bis die Gesellschaft 2008 in Insolvenz ging. Es wurde anschließend für fast zwei Jahre in Singapur aufgelegt, bis es 2010 zum Abwracken nach Alang verkauft wurde. 

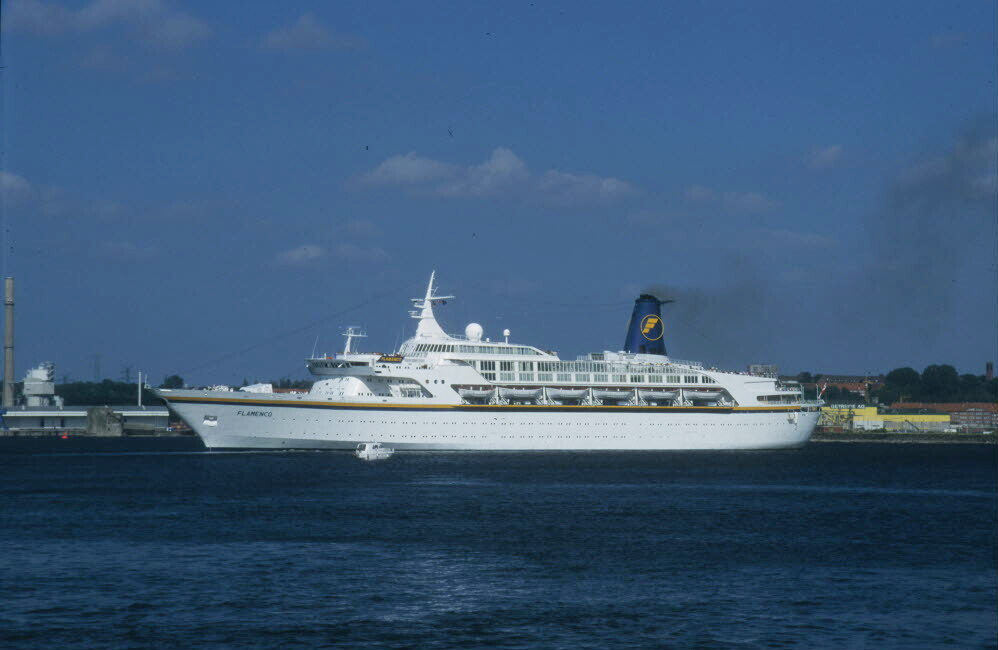
Als Flamenco, 1999

Im Januar 2012 wurde jedoch bekannt, dass die Runfeng Ocean Deluxe Cruises in Vietnam das Schiff gekauft und modernisiert haben, um es als Ocean Dream einzusetzen. Dies war allerdings nicht sehr erfolgreich, weshalb sie noch im selben Jahr wieder ausgemustert wurde. 2013 verkaufte Runfeng Ocean Deluxe Cruises das Schiff an die eigens für sie gegründete Ocean Dream Cruise Co. Ltd. mit Sitz in Togo, die sie jedoch niemals für Kreuzfahrten einsetzte. Seitdem lag die Ocean Dream aufgelegt vor Laem Chabang und stand zum Verkauf.

### Havarie
Am 27. Februar 2016 kenterte die Ocean Dream vor Laem Chabang und sank teilweise im flachen Wasser. Das seit einem Jahr aufgegebene Schiff hatte bereits seit mehreren Tagen eine zunehmende Schlagseite entwickelt. Aufforderungen an den Eigner, das Schiff zu stabilisieren, wurden ignoriert. Aus dem gekenterten Schiff trat Öl aus. Der Ölteppich breitete sich auf 5,2 km² aus.

## In Film und Fernsehen
Das Schiff war mehrmals als Schauplatz in Filmen und Fernsehserien zu sehen. 1975 war sie Handlungsort der Columbo-Episode Traumschiff des Todes, 1976 im Pilotfilm zur TV-Serie Love Boat und 1980 in Herbie dreht durch.

## Schwesterschiff
Das Schwesterschiff der Ocean Dream war die 1971 in Dienst gestellte Southward, die wie geplant an Norwegian Cruise Line abgeliefert wurde und nach mehreren Besitzerwechseln Anfang 2013 als Venus zum Abwracken im türkischen Aliağa eintraf.